# Rasim Babayev
Rasim Hanifa oglu Babayev (en azerí: Rasim Hənifə oğlu Babayev; Bakú, 31 de diciembre de 1927-Bakú, 24 de abril de 2007) fue un pintor de Azerbaiyán, que obtuvo en 1988 la distinción de Artista del Pueblo de la República Socialista Soviética de Azerbaiyán.

## Biografía
Rasim Babayev nació el 31 de diciembre de 1927 en Bakú. Entre 1945 y 1949 estudió en la Escuela Estatal de Arte de Azerbaiyán en nombre de Azim Azimzade. En 1949 ingresó en el Instituto de Arte de Moscú y se graduó en 1956.
Sus obras también se exhibieron en las exposiciones, los museos y las colecciones privadas de muchas países y también en la Galería Tretiakov y el Museo de Arte Oriental  de Moscú.
Rasim Babayev murió el 24 de abril de 2007 en Bakú.
El 29 de octubre de 2014 se realizó la exposición de las obras de Rasim Babayev en el Palacio de Mármol del Museo Estatal Ruso en San Petersburgo. La vicepresidenta de la Fundación Heydar Aliyev, Leyla Əliyeva, asistió a la exposición.

## Premios y títulos
- 1964 - Artista de Honor de la RSS de Azerbaiyán
- 1988 - Artista del Pueblo de la RSS de Azerbaiyán
- 1990 - Premio Estatal de la RSS de Azerbaiyán